# Morsains
Morsains és un municipi francès, situat al departament del Marne i a la regió del Gran Est. L'any 2007 tenia 103 habitants.

## Demografia

### Població
El 2007 la població de fet de Morsains era de 103 persones. Hi havia 44 famílies, de les quals 8 eren unipersonals (8 homes vivint sols), 20 parelles sense fills i 16 parelles amb fills.
La població ha evolucionat segons el següent gràfic:
Habitants censats

### Habitatges
El 2007 hi havia 75 habitatges, 44 eren l'habitatge principal de la família, 23 eren segones residències i 8 estaven desocupats. 73 eren cases i 1 era un apartament. Dels 44 habitatges principals, 38 estaven ocupats pels seus propietaris, 4 estaven llogats i ocupats pels llogaters i 2 estaven cedits a títol gratuït; 1 tenia una cambra, 1 en tenia dues, 9 en tenien tres, 7 en tenien quatre i 26 en tenien cinc o més. 36 habitatges disposaven pel capbaix d'una plaça de pàrquing. A 17 habitatges hi havia un automòbil i a 24 n'hi havia dos o més.

### Piràmide de població
La piràmide de població per edats i sexe el 2009 era:
| Homes | Edats   | Dones |
| ----- | ------- | ----- |
| 0     | 95 o +  | 0     |
| 0     | 90 a 94 | 0     |
| 0     | 85 a 89 | 0     |
| 0     | 80 a 84 | 0     |
| 4     | 75 a 79 | 0     |
| 0     | 70 a 74 | 4     |
| 4     | 65 a 69 | 4     |
| 4     | 60 a 64 | 8     |
| 4     | 55 a 59 | 0     |
| 0     | 50 a 54 | 0     |
| 12    | 45 a 49 | 4     |
| 8     | 40 a 44 | 8     |
| 0     | 35 a 39 | 4     |
| 0     | 30 a 34 | 4     |
| 0     | 25 a 29 | 0     |
| 8     | 20 a 24 | 0     |
| 4     | 15 a 19 | 4     |
| 0     | 10 a 14 | 4     |
| 0     | 5 a 9   | 0     |
| 8     | 0 a 4   | 4     |

## Economia
El 2007 la població en edat de treballar era de 73 persones, 57 eren actives i 16 eren inactives. De les 57 persones actives 52 estaven ocupades (27 homes i 25 dones) i 5 estaven aturades (4 homes i 1 dona). De les 16 persones inactives 3 estaven jubilades, 6 estaven estudiant i 7 estaven classificades com a «altres inactius».
Activitats econòmiques
Dels 7 establiments que hi havia el 2007, 2 eren d'empreses de fabricació d'altres productes industrials, 2 d'empreses de construcció, 1 d'una empresa immobiliària i 2 d'empreses de serveis.
Dels 2 establiments de servei als particulars que hi havia el 2009, 1 era un taller de reparació d'automòbils i de material agrícola i 1 empresa de construcció.
L'any 2000 a Morsains hi havia 7 explotacions agrícoles.

## Poblacions més properes
El següent diagrama mostra les poblacions més properes.